# Berenguela de Castilla (1253-1300)
Berenguela de Castilla (Sevilla, 6 de diciembre de 1253-Guadalajara, 1300). Infanta de Castilla y señora de Guadalajara, fue hija del rey Alfonso X, rey de Castilla y de la reina Violante de Aragón.
Como hija primogénita, fue la heredera al trono hasta el nacimiento de su hermano el infante Fernando de la Cerda. Sus abuelos fueron, por el lado paterno, Fernando III, rey de Castilla y León y su primera esposa, la reina Beatriz de Suabia y, por el lado materno,  Jaime I de Aragón y su esposa la reina Violante de Hungría.

## Biografía
La infanta Berenguela nació en Sevilla a finales de 1253, y sus primeros años transcurrieron en dicha ciudad, estando al cuidado de ella un caballero llamado don Romero. En las Cortes de Toledo de 1254 fue reconocida como heredera del trono, debido a la falta de descendencia masculina de Alfonso X el Sabio.  En el otoño de 1254 nació la infanta Beatriz, lo que provocó que Alfonso X se planteara la posibilidad de que su hija Berenguela llegase a ser reina. Por ello, entabló negociaciones para desposarla con el heredero de Luis IX de Francia, el príncipe Luis de Francia y de Provenza.
En mayo de 1255 hubo una asamblea plenaria en Palencia de los distintos estamentos, cuyo objetivo era confirmar a la infanta Berenguela como heredera del trono. No obstante, a finales de octubre de 1255, nació el infante Fernando de la Cerda, quien por haber nacido varón pasó a ser el heredero del trono. Sin embargo, el proyecto de enlace entre la infanta Berenguela y el delfín Luis no quedó paralizado, manteniéndose además las previsiones sucesorias establecidas en la ciudad de Palencia.
En el codicilo del testamento de Alfonso X, redactado el 10 de enero de 1284, varios meses antes de la defunción del monarca, el rey confirmaba a la infanta Berenguela, que ostentaba el señorío de Guadalajara, la posesión de todos los bienes que el rey le había concedido en el pasado y que su hermano, el futuro Sancho IV le había arrebatado. Ordenaba además el rey en su codicilo que si la infanta no recuperaba sus posesiones, se le concedieran las rentas procedentes de Écija y de Jerez de la Frontera, o el montante de las rentas de una de esas dos ciudades, situado en las rentas de Sevilla, disponiendo al mismo tiempo que cuando la infanta falleciese, las rentas debían pasar a ser percibidas por su hermano, el infante Juan de Castilla, a quien el rey había concedido en su testamento el reino de Sevilla, o a sus herederos.
La infanta Berenguela, que según algunas fuentes rechazó las propuestas de matrimonio del sultán de Egipto de casarse con ella, por no ser cristiano,  ingresó como monja en el Monasterio de Santa María la Real de Las Huelgas de Burgos, fundado por Alfonso VIII de Castilla con el propósito de convertirlo en panteón real de la Corona de Castilla.
Diversas fuentes señalan que falleció en la ciudad de Guadalajara en 1300, mientras que otras sostienen que falleció en el monasterio de San Clemente de Sevilla, al que supuestamente habría sido trasladada la infanta en 1303 por voluntad de su sobrino, el rey Fernando IV.

## Sepultura
Existe controversia sobre el paradero de los restos mortales de la infanta Berenguela, pues hay tres lugares en los que se supone que yace enterrada la hija primogénita de Alfonso X el Sabio. En el Convento de Santa Clara de Toro, que fundó la infanta Berenguela, se encuentra una urna de madera, sostenida en alto por tres leones, en un lado de la capilla mayor de la iglesia, y en el centro de la urna de madera están pintadas las armas reales, y en los lados aparecen escritos los siguientes versos:

Cubierta de luto está en ese estante Infanta e señora de Guadalajara, del Rey Don Alfonso y de su esposa chara, hija que fue de Doña Violante, sabio maonarca, en guerras pujante. Esta señora fundó a Santa Clara.

Un privilegio otorgado por el rey Juan II de Castilla al convento de Santa Clara de Toro, atestigua la sepultura en el cenobio zamorano de los restos de la infanta Berenguela, así como el reconocimiento de los restos depositados en el interior de la urna, que fueron examinados en 1772. Sin embargo, existen documentos que señalan que sus restos fueron posteriormente trasladados al desaparecido monasterio de Santo Domingo el Real de Madrid, al que ella había donado la ciudad de Guadalajara.  En 1869, antes de la demolición del monasterio de Santo Domingo, un testigo vio, situada frente al sepulcro que contenía los restos de la infanta Constanza, hija de Fernando IV, que también se encontraba sepultada en el monasterio, una lápida sepulcral en la que figuraba la siguiente inscripción:

AQUÍ YACE LA MUY ALTA I PODEROSA SEÑORA LA INFANTA DOÑA BERENGUELA, HIJA DEL REI DON ALONSO, INTITULADO EL EMPERADOR

El nicho que contenía los restos mortales en el Monasterio de Santo Domingo el Real de Madrid fue abierto el 23 de abril de 1869, testificando los presentes que «se ha encontrado el cadáver, también momificado, con tocado curiosísimo y envuelto en lujosos ropajes de seda.»  Examinados los restos, fueron depositados de nuevo en su nicho, pero cuando el edificio fue demolido en 1869, los restos mortales de las infantas Berenguela y Constanza fueron trasladados a la cripta de la iglesia de San Antonio de los Alemanes de Madrid, donde reposan en la actualidad.
No obstante todo lo anterior, también se da por cierta la sepultura de la infanta Berenguela en el Real monasterio de San Clemente de Sevilla, donde se encuentra sepultada la reina María de Portugal, esposa de Alfonso XI y madre de Pedro I, rey de Castilla.